# Salão da Fama dos Robôs

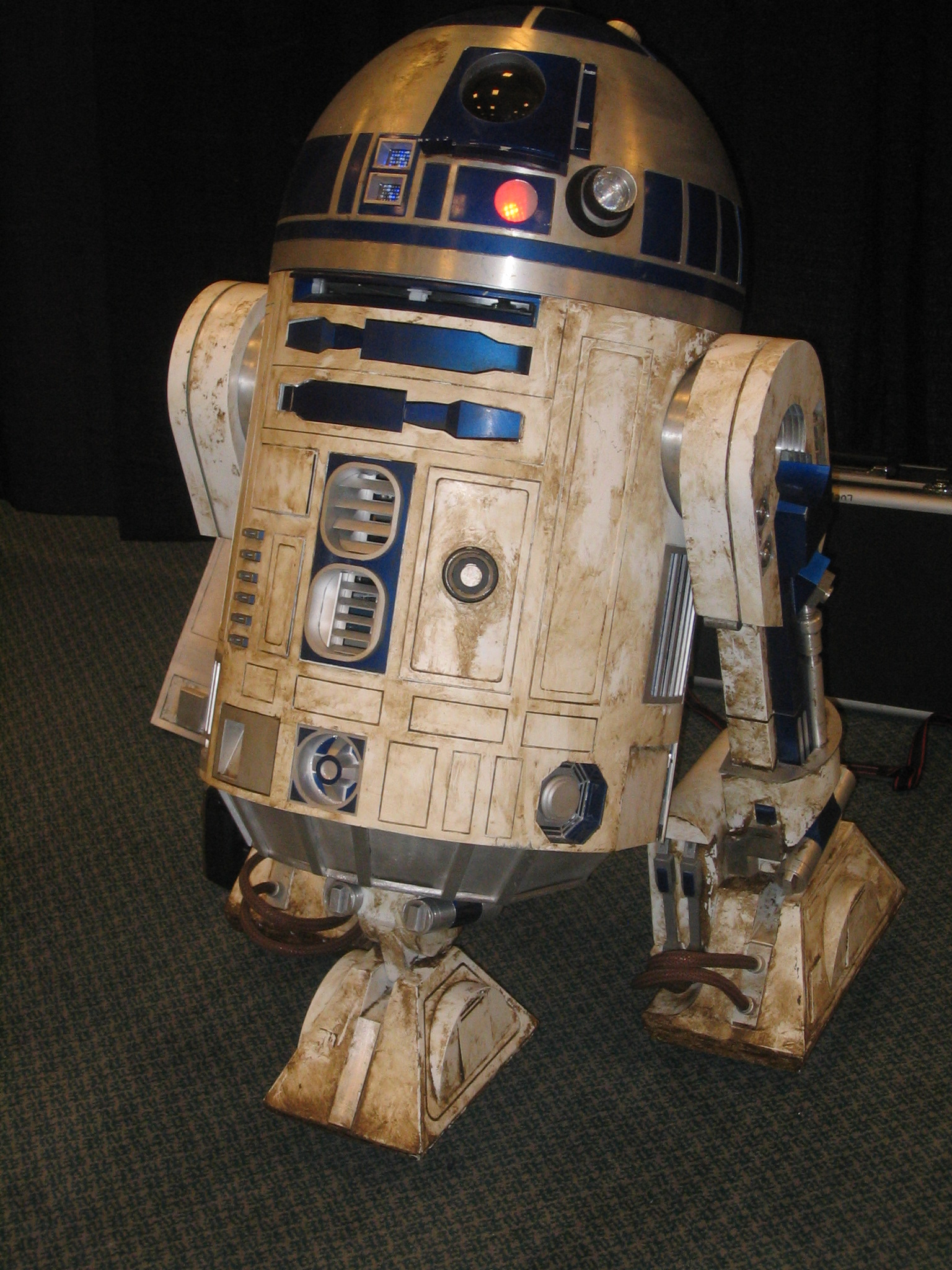
R2-D2, homenageado em 2003

O Salão da Fama dos Robôs (em inglês:  Robot Hall of Fame) foi estabelecido em 2003 pela Escola de Ciência da Computação da Universidade Carnegie Mellon em Pittsburgh, Pensilvânia, Estados Unidos. Foi projetado em honra a avanços na tecnologia robótica e a robôs da ficção científica que servem como inspiração criativa em robótica. A ideia para o Salão da Fama dos Robôs foi concebida pelo reitor da Escola de Ciência da Computação da Universidade Carnegie Mellon James H. Morris, que o descreveu como um meio de "homenagear os robôs que desempenharam uma função real ou potencialmente útil e demonstraram habilidade real, junto com robôs que divertem e aqueles que alcançaram fama mundial no contexto da ficção". A primeira cerimônia de posse foi realizada no Carnegie Science Center em 10 de novembro de 2003. Trinta robôs — reais e fictícios — foram introduzidos no Salão da Fama dos Robôs desde o seu início. Uma exposição chamada Roboworld foi posteriormente criada no Carnegie Science Center em junho de 2009, apresentando uma personificação física do salão da fama.
De 2003 a 2010, os homenageados para o Salão da Fama dos Robôs foram escolhidos por um painel selecionado de juristas. A oportunidade de nomear um robô para a indução ao salão da fama também foi aberta ao público; os nomeadores foram solicitados a apresentar uma justificativa de um parágrafo explicando sua seleção. O processo de votação foi alterado significativamente em 2012, com as nomeações sendo coletadas a partir de uma pesquisa com 107 autoridades em robótica e divididas em quatro categorias: Educação & Consumidor, Entretenimento, Industrial & Serviços e Pesquisa. Através de um sistema de votação online, os membros do público podiam votar em um indicado por categoria; apenas os três primeiros indicados em cada categoria, com base nos resultados da pesquisa de especialistas em robótica acima mencionada, estão incluídos na cédula. Posteriormente, as autoridades derivaram a lista final de empossados tanto da pesquisa quanto da votação do público. A diretora do Salão da Fama dos Robôs, Shirley Saldamarco, disse sobre as mudanças:
A tecnologia e a arte da robótica estão avançando em um ritmo cada vez mais rápido e, portanto, o Salão da Fama dos Robôs também deve evoluir. À medida que mais estudantes, trabalhadores e consumidores se acostumam com os robôs, parece um passo natural dar voz ao público na seleção de candidatos.Original (em inglês): The technology and art of robotics are advancing at an increasingly rapid rate and so the Robot Hall of Fame also must evolve. As more students, workers and consumers become accustomed to robots, it seems like a natural step to give the public a voice in selecting inductees.— Shirley Saldamarco  (em inglês)
Nenhum robô foi introduzido no Salão da Fama dos Robôs desde 2012.

## Homenageados

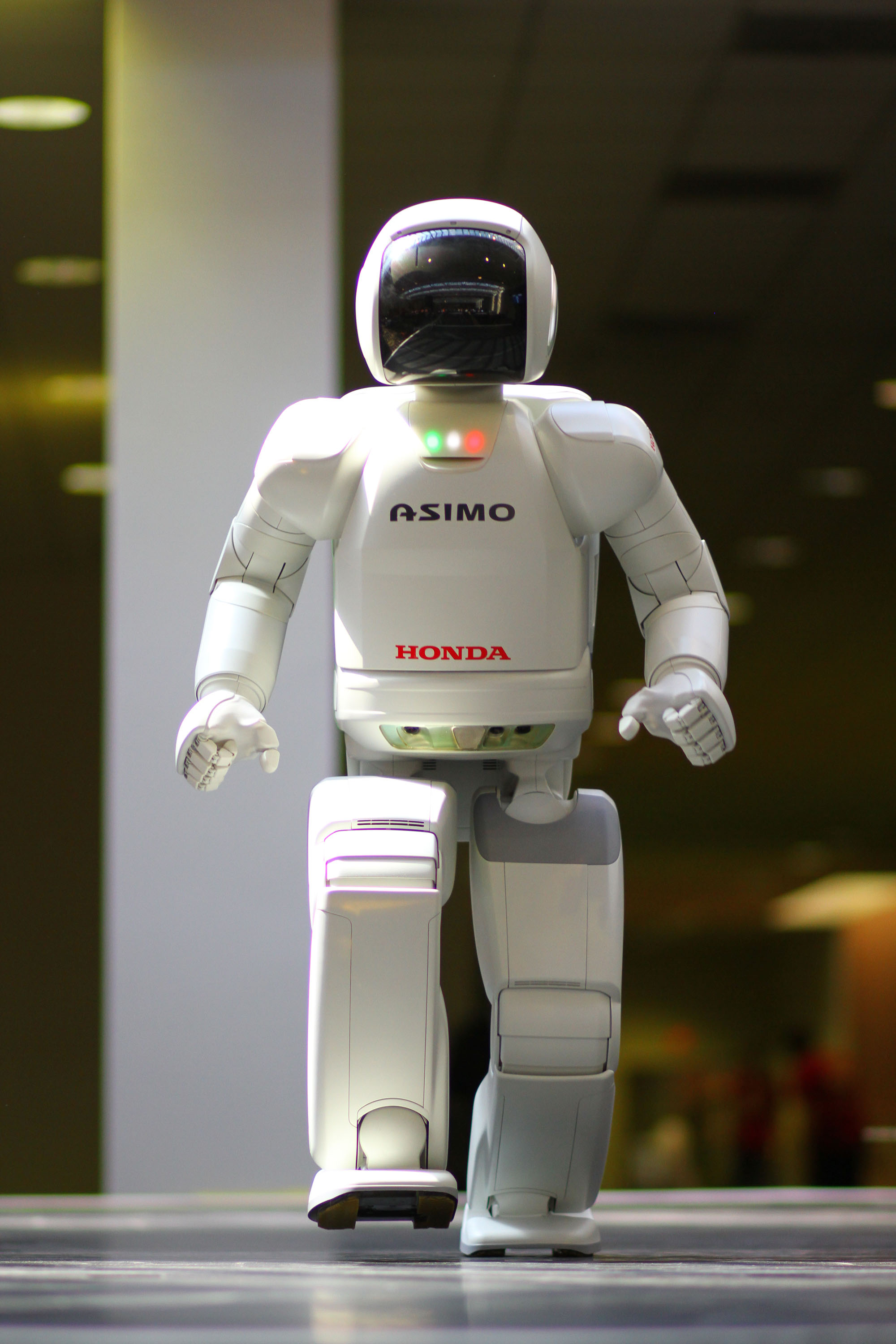
ASIMO, homenageado em 2004

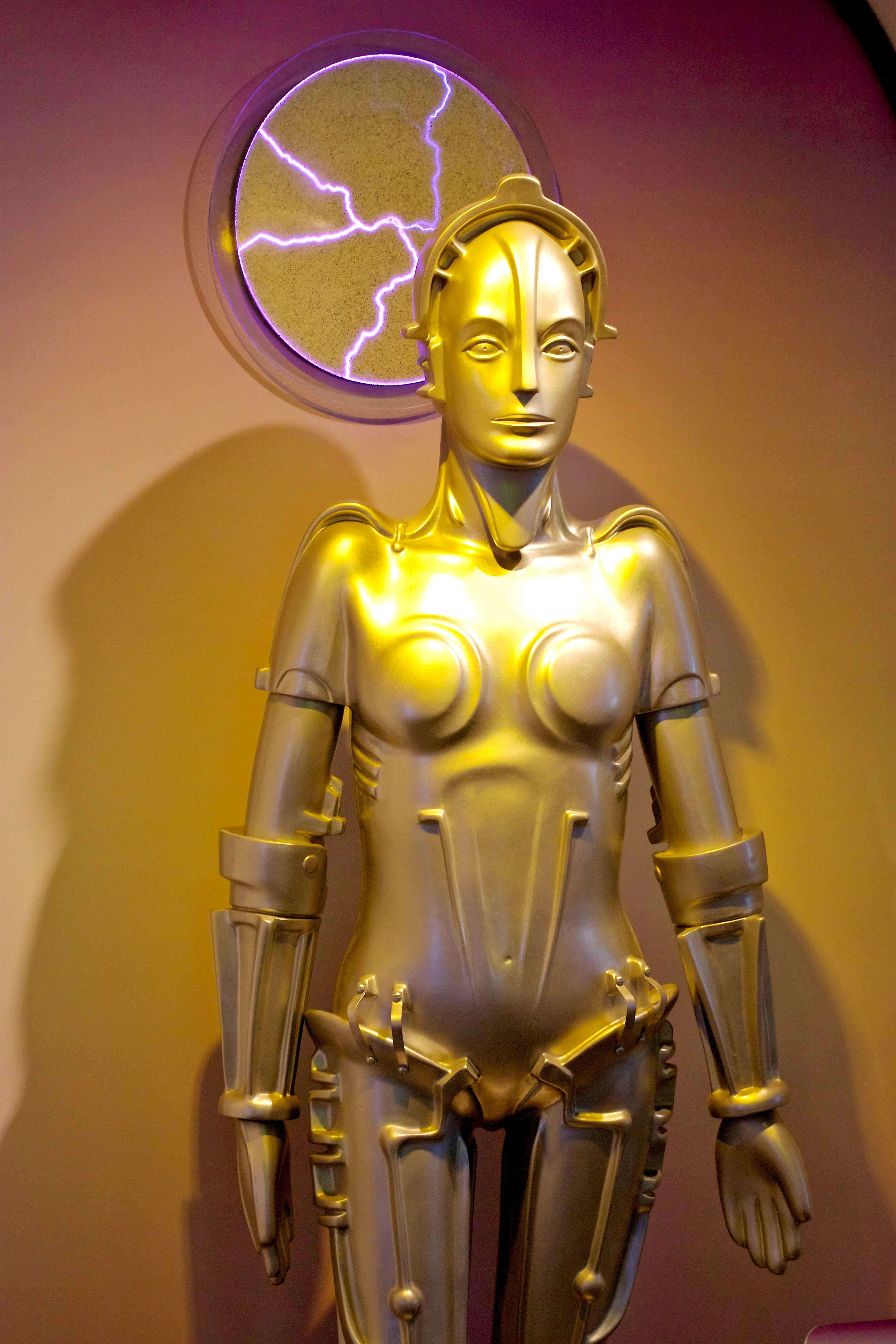
Maschinenmensch, homenageado em 2006

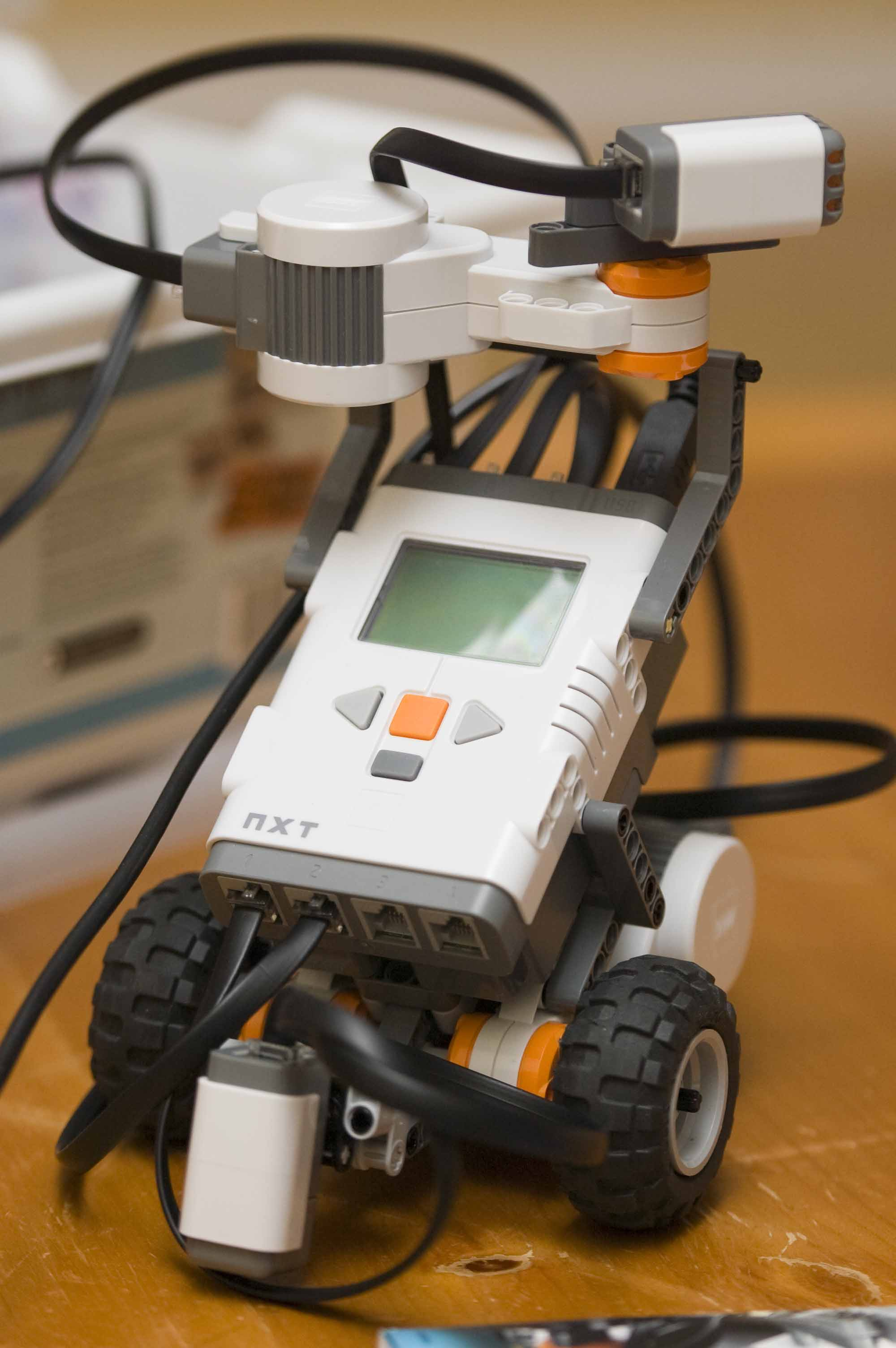
LEGO Mindstorms, homenageado em 2008

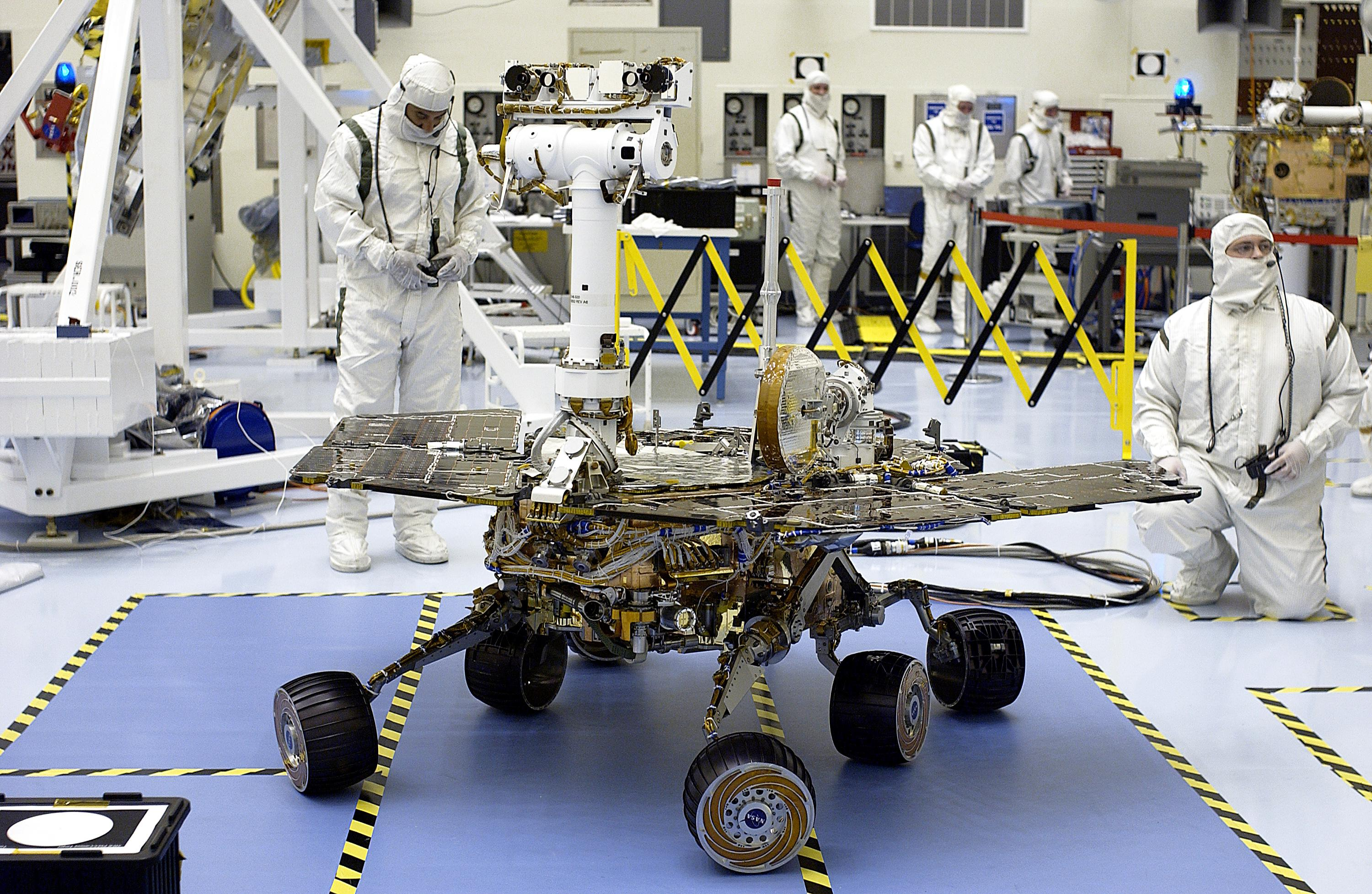
Opportunity, homenageado em 2010

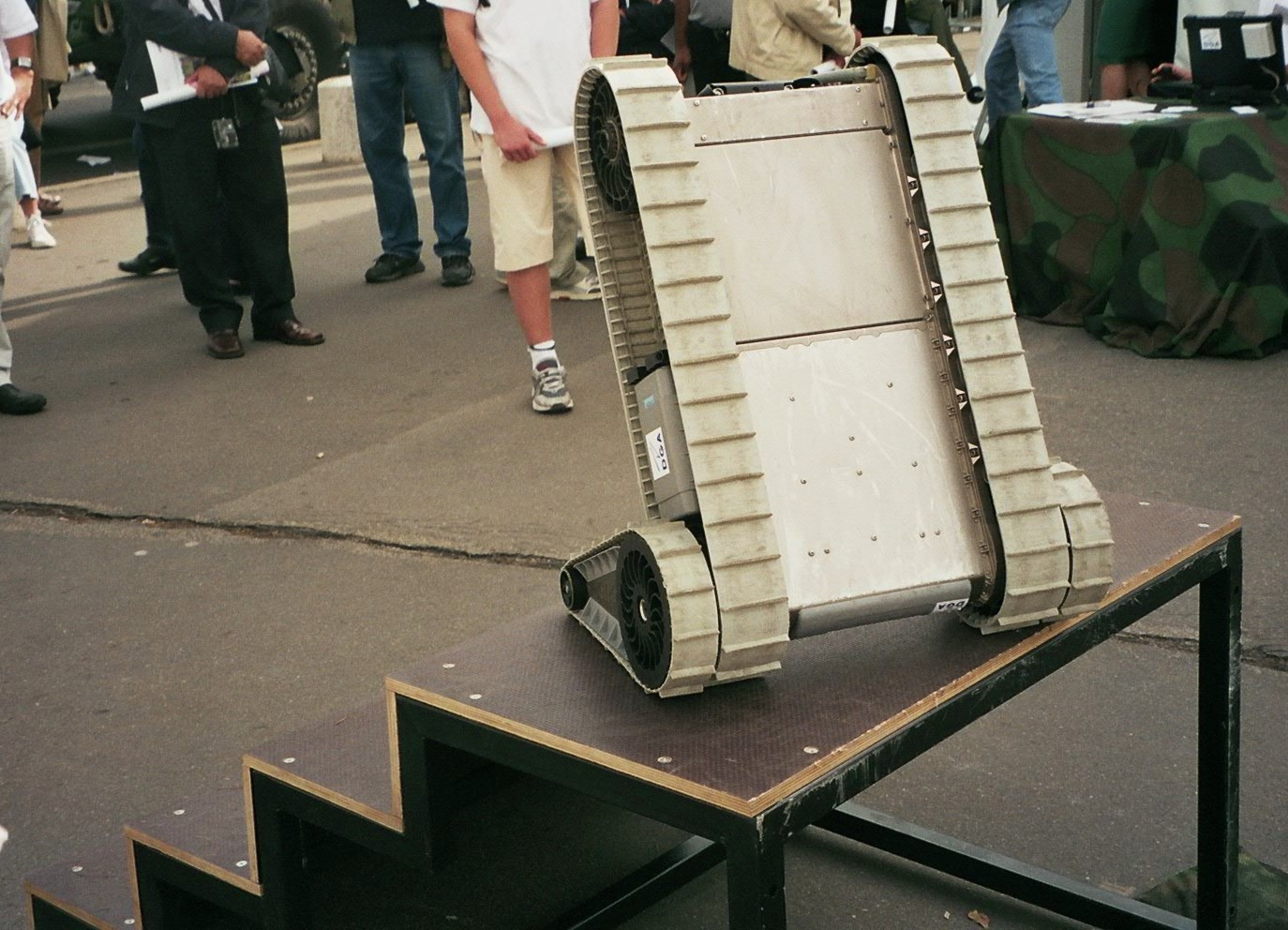
PackBot, homenageado em 2012

| Ano  | Nome                    | Descrição                                                                             | Criador(es)                                                                                              | Categoria             | Ref.   |
| ---- | ----------------------- | ------------------------------------------------------------------------------------- | --- | --------------------- | ------ |
| 2003 | HAL 9000                | Personagem do filme 2001: A Space Odyssey                                             | Arthur C. Clarke                                                                                         | Entretenimento        | [ 10 ] |
| 2003 | R2-D2                   | Personagem da franquia Star Wars                                                      | George Lucas                                                                                             | Entretenimento        | [ 11 ] |
| 2003 | Sojourner               | Veículo Explorador de Marte                                                           | NASA | Pesquisa              | [ 12 ] |
| 2003 | Unimate                 | Primeiro robô industrial                                                              | George Devol e Joseph Engelberger                                                                        | Industrial & Serviços | [ 13 ] |
| 2004 | ASIMO                   | Robô humanóide multifuncional                                                         | Honda | Pesquisa              | [ 14 ] |
| 2004 | Astro Boy               | Personagem da franquia Astro Boy                                                      | Osamu Tezuka                                                                                             | Entretenimento        | [ 15 ] |
| 2004 | C-3PO                   | Personagem da franquia Star Wars                                                      | George Lucas                                                                                             | Entretenimento        | [ 16 ] |
| 2004 | Robby the Robot         | Personagem do filme Forbidden Planet                                                  | Cyril Hume                                                                                               | Entretenimento        | [ 17 ] |
| 2004 | Shakey                  | Primeiro robô móvel de uso geral capaz de raciocinar suas próprias ações              | SRI International                                                                                        | Pesquisa              | [ 18 ] |
| 2006 | AIBO                    | Animal de estimação robótico                                                          | Sony | Educação & Consumidor | [ 19 ] |
| 2006 | David                   | Personagem do filme A.I. - Inteligência Artificial                                    | Brian Aldiss                                                                                             | Entretenimento        | [ 20 ] |
| 2006 | Gort                    | Personagem do filme O Dia em que a Terra Parou                                        | Edmund H. North                                                                                          | Entretenimento        | [ 21 ] |
| 2006 | Maschinenmensch         | Personagem do filme Metropolis; citado como o primeiro robô a ser retratado no cinema | Thea von Harbou, Fritz Lang                                                                              | Entretenimento        | [ 22 ] |
| 2006 | SCARA                   | Braço de robô industrial de quatro eixos                                              | Universidade de Yamanashi                                                                                | Industrial & Serviços | [ 23 ] |
| 2008 | Tenente-Comandante Data | Personagem da franquia Star Trek                                                      | Gene Roddenberry                                                                                         | Entretenimento        | [ 24 ] |
| 2008 | LEGO Mindstorms         | Robô kit de série de brinquedos                                                       | Lego | Educação & Consumidor | [ 25 ] |
| 2008 | Navlab 5                | Veículo robótico autônomo                                                             | Escola de Ciência da Computação da Universidade Carnegie Mellon                                          | Pesquisa              | [ 26 ] |
| 2008 | Raibert Hopper          | Primeiro robô saltitante com equilíbrio automático                                    | Marc Raibert                                                                                             | Pesquisa              | [ 27 ] |
| 2010 | Da Vinci                | Sistema cirúrgico robótico                                                            | Intuitive Surgical                                                                                       | Industrial & Serviços | [ 28 ] |
| 2010 | Dewey                   | Personagens do filme Silent Running                                                   | Steven Bochco, Michael Cimino, Deric Washburn                                                            | Entretenimento        | [ 28 ] |
| 2010 | Huey                    | Personagens do filme Silent Running                                                   | Steven Bochco, Michael Cimino, Deric Washburn                                                            | Entretenimento        | [ 28 ] |
| 2010 | Louie                   | Personagens do filme Silent Running                                                   | Steven Bochco, Michael Cimino, Deric Washburn                                                            | Entretenimento        | [ 28 ] |
| 2010 | Opportunity             | Veículo Explorador de Marte                                                           | NASA | Pesquisa              | [ 28 ] |
| 2010 | Roomba                  | Aspirador de pó robótico autônomo                                                     | iRobot                                                                                                   | Educação & Consumidor | [ 28 ] |
| 2010 | Spirit                  | Veículo Explorador de Marte                                                           | NASA | Pesquisa              | [ 28 ] |
| 2010 | Terminator T-800        | Personagem da franquia Terminator                                                     | James Cameron, Gale Anne Hurd                                                                            | Entretenimento        | [ 28 ] |
| 2012 | BigDog                  | Robô militar quadrúpede                                                               | Boston Dynamics, Foster-Miller, NASA Jet Propulsion Laboratory, Harvard University Concord Field Station | Pesquisa              | [ 29 ] |
| 2012 | Nao                     | Robô humanóide autônomo                                                               | Aldebaran Robotics                                                                                       | Educação & Consumidor | [ 29 ] |
| 2012 | PackBot                 | Robô militar                                                                          | iRobot                                                                                                   | Industrial & Serviços | [ 29 ] |
| 2012 | WALL-E                  | Personagem do filme WALL·E                                                            | Andrew Stanton                                                                                           | Entretenimento        | [ 29 ] |